# Steatoda kuytunensis
Steatoda kuytunensis là một loài nhện trong họ Theridiidae.
Loài này thuộc chi Steatoda. Steatoda kuytunensis được Chuandian Zhu miêu tả năm 1998.